# Wally Elenbaas
Valdemar Hansen (Wally) Elenbaas (Rotterdam, 21 april 1912 – aldaar, 21 mei 2008) was een Nederlandse fotograaf, beeldhouwer, graficus en schilder.

## Leven en werk
Elenbaas was een zoon van Jan Kornelis Elenbaas (1871-1945), sigarenhandelaar in Rotterdam, en Klazina Roest. Hij trouwde na de oorlog met de fotografe Esther (Elly) Hartog (1905-1998). Ze woonden en werkten sinds de oorlog op Katendrecht.
Elenbaas volgde een opleiding tot boekhouder. Toen hij werkloos werd, besloot hij kunstenaar te worden. Eind jaren twintig sloot hij zich aan bij de Communistische Jeugdbond. Hij kwam in aanraking met de kring rond Paul Schuitema en het arbeiders-schrijverscollectief Links Richten. Hij ging zich richten op fotografie en werd lid van de Vereeniging van Arbeiders-Fotografen. Hij maakte onder meer foto's van demonstraties en beelden van de crisis, waarbij invloed blijkt van de Nieuwe Fotografie. Hij werd assistent van de fotograaf Dick Elffers. In 1934 was zijn eerste tentoonstelling in Studio ’32 en een aantal jaren later nam hij deel aan de tentoonstelling Foto '37.
Tijdens de Tweede Wereldoorlog zat Elenbaas enige tijd gevangen in Kamp Amersfoort vanwege illegale activiteiten, met valse papieren wist hij het Kamp te verlaten. 
Na de oorlog legde de kunstenaar zich toe op de lithografie. Hij won in 1952 de derde prijs tijdens de Biënnale van Venetië voor zijn grafisch werk. Hij maakte daarnaast ook schilderijen en muurschilderingen en mozaïeken voor onder meer de Beurs in Rotterdam, het provinciehuis in Arnhem (1954), de Nationale Energie Manifestatie 1955, het Academiegebouw in Groningen (1959) en het kantoor van Philips in Eindhoven (1964).
Eind jaren vijftig was hij enige tijd docent aan de Academie van Beeldende Kunsten te Rotterdam. Omdat het lithografisch proces hem te zwaar werd, stapte hij over op het zeefdrukken. Vanaf de jaren tachtig pakte hij de fotografie weer op. In 2002 gaf hij een boek uit met foto's die hij in de loop der jaren van zijn vrouw had gemaakt.
In 2006 werd aan Elenbaas in Museum Boijmans Van Beuningen, door burgemeester Ivo Opstelten, de erepenning van de stad Rotterdam uitgereikt voor zijn oeuvre. Hij overleed twee jaar later, op 96-jarige leeftijd.

## Publicaties
- Elenbaas, W. (2002) De honderd gezichten van Esther Hartog. Rotterdam: Duo Duo.